# میخانه ایرلندی

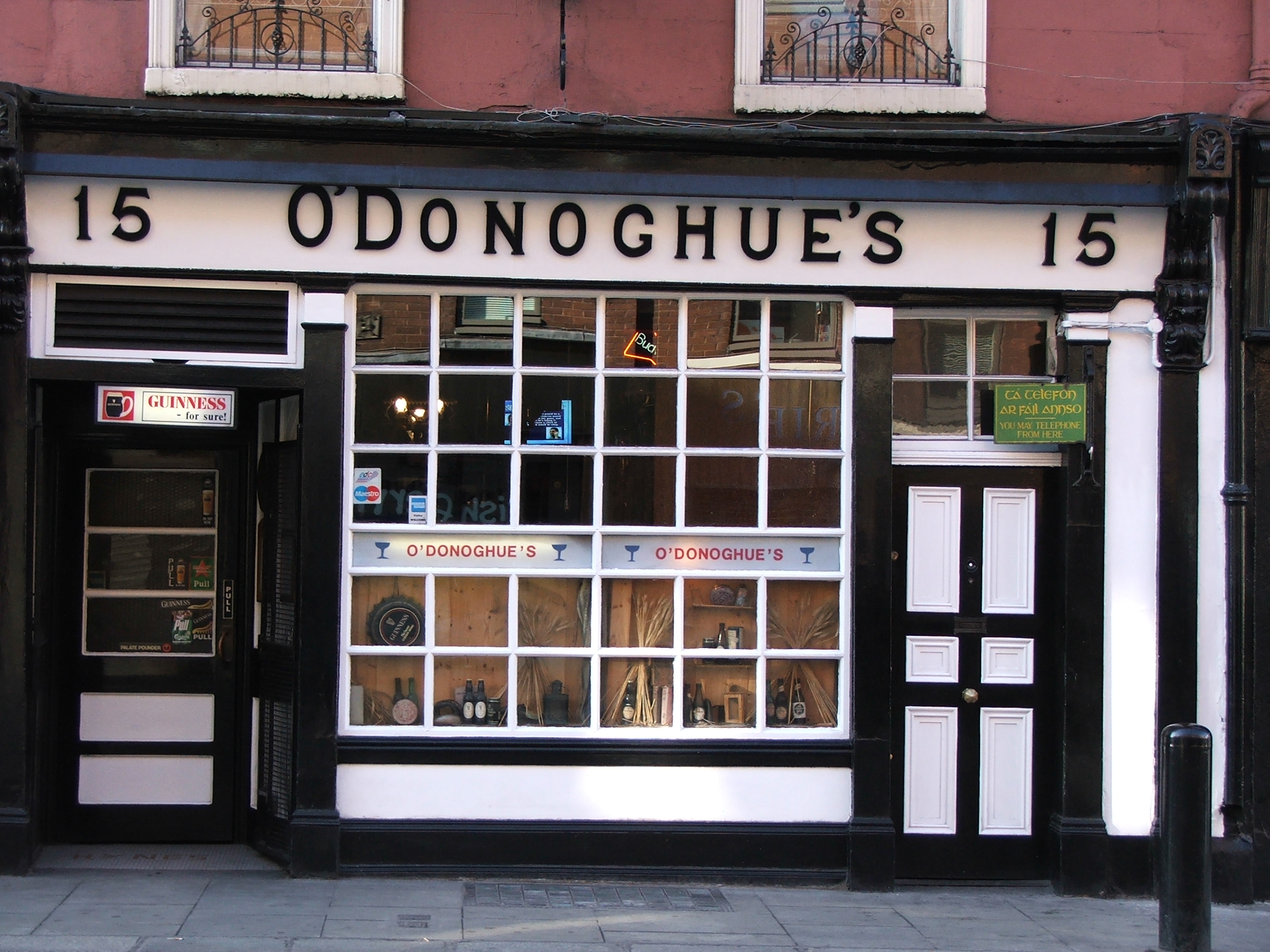

میخانه ایرلندی (به انگلیسی: Irish pub)، محلی برای فروش نوشیدنی‌های الکلی می‌باشند. این میخانه‌ها به خاطر محیطی که ایجاد می‌کنند مشهور هستند. به قدری مشهور می‌باشند که در آمریکای شمالی و اروپا کمتر شهری پیدا می‌شود که دارای یک میخانهٔ ایرلندی نباشد. موسیقی و ارتباط با دیگر افراد مهم‌ترین جنبهٔ تفریحی این میخانه‌ها را تشکیل می‌دهد.
در شهرهای بزرگ معمولاً موسیقی زنده در آن اجرا می‌شود.